# 쓰노카와촌
쓰노카와촌(角川村)은 야마가타현 모가미군에 있던 촌이다. 현재의 도자와촌 가도강에 해당한다.

## 역사
- 1892년 7월 8일 - 아쿠미군 후루쿠치촌(오아자 가도카와)의 일부가 분립해 성립하였다.
- 1938년 8월 20일 - 전국 최초로 시군구 단위의 국민건강보험조합을 인가. 소득이 적은 사람에 대해서는 산림 벌채 일당을 보험료에 충당하는 등 가입률 99%로 시작하였다.
- 1955년 4월 1일 - 아쿠미군 후루쿠치촌, 도자와촌과 합병해 새로운 후루쿠치촌이 성립, 동일 쓰노카와촌은 폐지되었다.